# Franz Dischinger

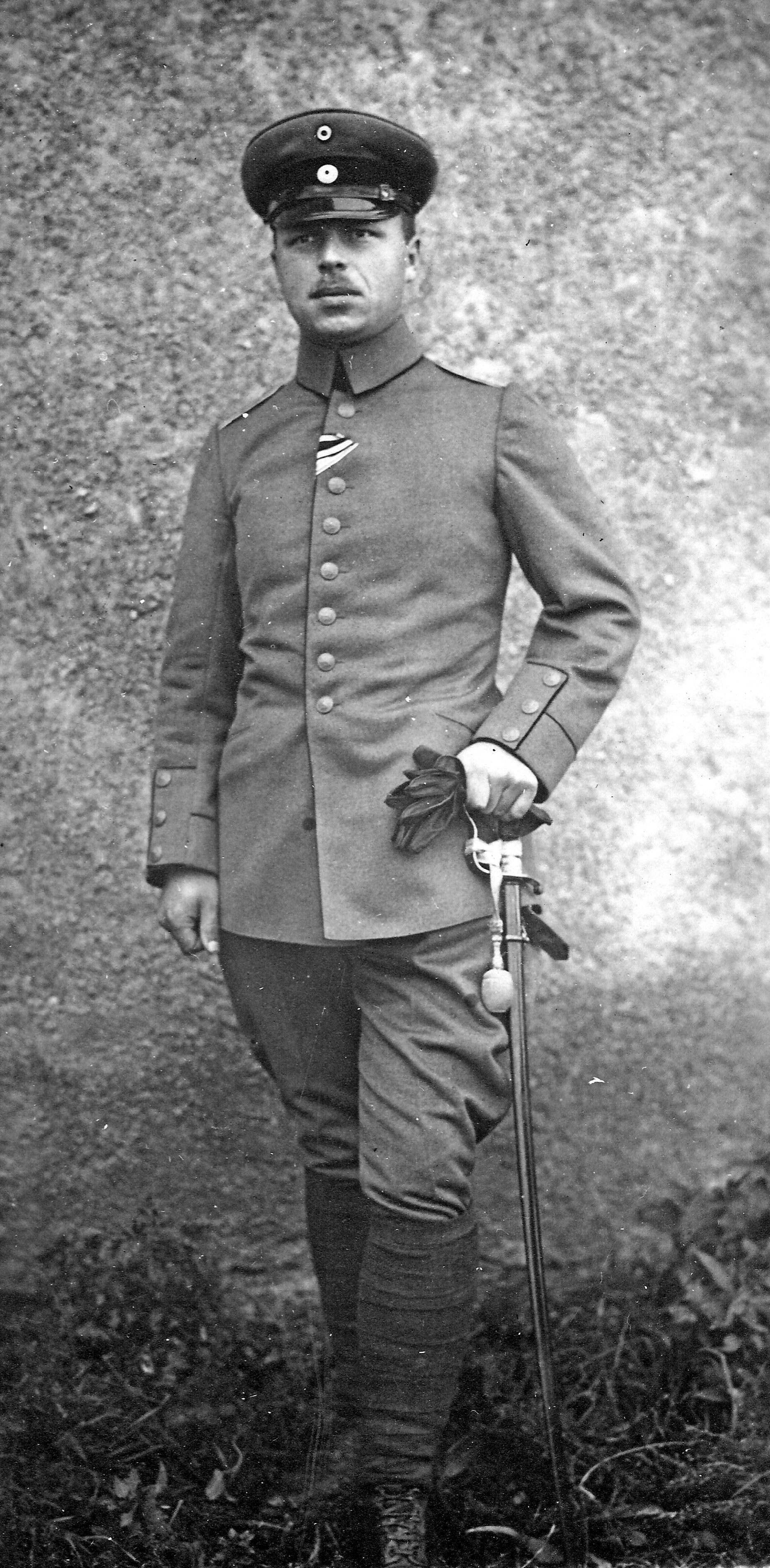
Franz Dischinger in Leutnantsuniform an der Westfront, Oktober 1915

Franz Anton Dischinger (* 8. Oktober 1887 in Heidelberg; † 9. Januar 1953 in Berlin) war ein deutscher Bauingenieur und Hochschullehrer.

## Wirken
Franz Dischinger arbeitete und forschte Anfang und Mitte des 20. Jahrhunderts in Deutschland auf dem Gebiet des Stahlbetonbaus. Er leistete Herausragendes im Stahlbeton-Schalenbau, bei der Spannbetonweise, für die Entwicklung der modernen Schrägseilbrücken und bei der Theorie des plastischen Verhaltens des Betons. Er entwarf neuartige Spannbeton-Brücken und konstruierte gemeinsam mit Ulrich Finsterwalder dünne Kuppelschalen und Tonnendächer. Ein Beispiel für die von ihm maßgeblich mitentwickelte Stahlbeton-Schalenbauweise sind die Kuppeln der Großmarkthalle in Leipzig. 1934 ließ er sich seine neuartige Konstruktionsmethode von Spannbetonbrücken patentieren. 1936/1937 plante er die Bahnhofsbrücke in Aue (Sachsen) nach diesem Patent, die weltweit erste Spannbetonbrücke ohne Verbund. Die nach ihm benannte „Differentialgleichung nach Dischinger“ oder „Dischingergleichung“ beschreibt das Kriechen von Beton.

## Leben

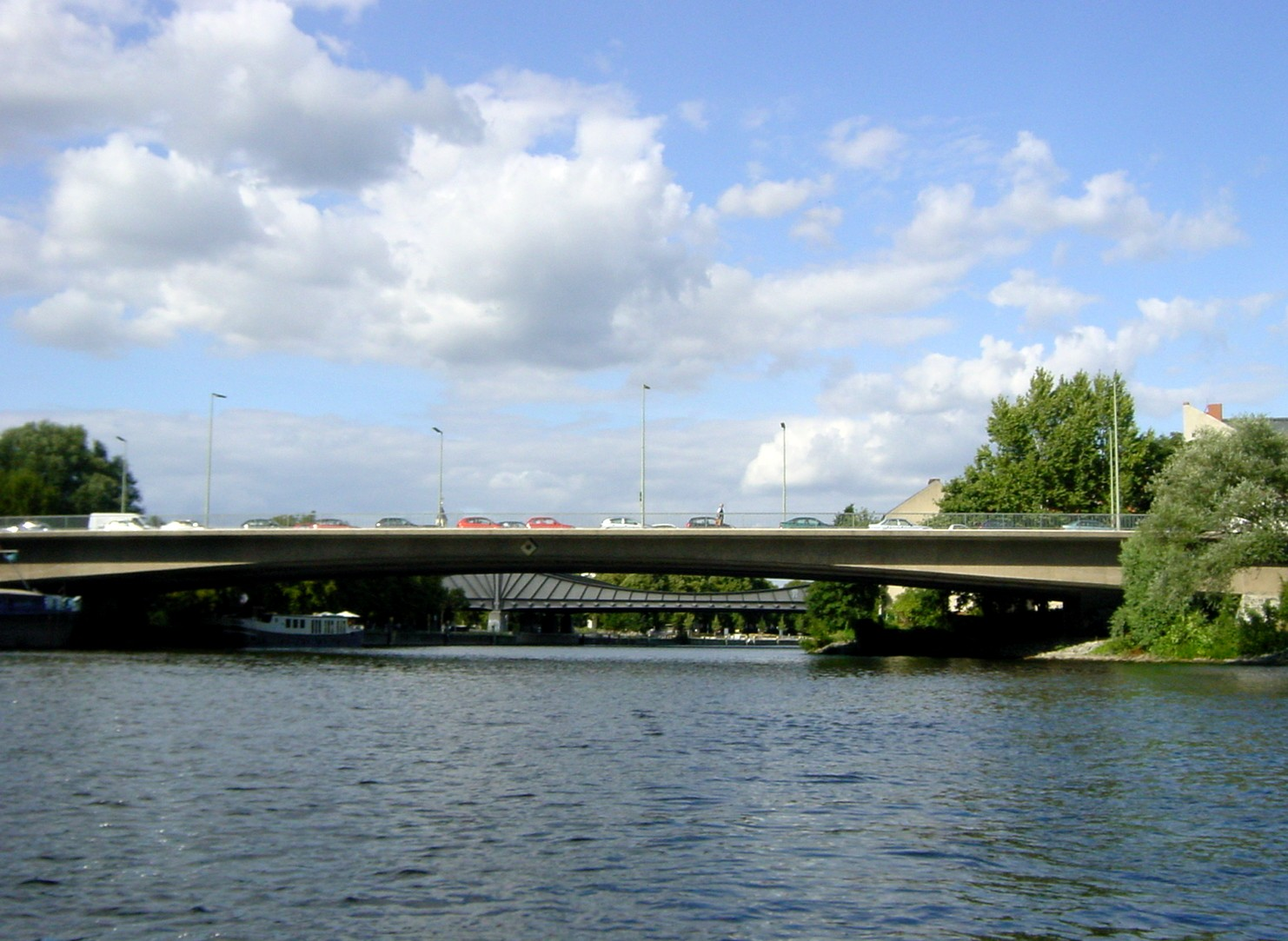
Dischingerbrücke in Berlin-Spandau

Franz Dischinger war der Sohn eines badischen Oberbaukontrolleurs. Seine Kindheit verbrachte er in Karlsruhe, wo er auch auf das Gymnasium ging. Ab 1907 studierte er Bauingenieurwesen an der Technischen Hochschule Karlsruhe, unter anderem bei Friedrich Engesser und Karl Heun. Während des Studiums gab er Nachhilfeunterricht und Repetitorien für seine Kommilitonen. 1911 bestand er die Diplom-Hauptprüfung „mit Auszeichnung“.
Nach einer kurzen Tätigkeit bei der Bauunternehmung Friedrich Vollrath in Wesel leistete Dischinger in München seinen Wehrdienst als Einjährig-Freiwilliger ab. Anschließend arbeitete er ab 1913 bei der Bauunternehmung Dyckerhoff & Widmann in Wiesbaden-Biebrich, wo er bis 1933 als Statiker und Konstrukteur wirkte. Im Rahmen dieser Tätigkeit entwickelte Dischinger gemeinsam mit Walther Bauersfeld ab 1922 die sogenannte Zeiss-Dywidag-Schalenbauweise. 1929 promovierte er an der Technischen Hochschule Dresden bei Kurt Beyer mit einer Dissertation über Vieleckschalen, und im folgenden Jahr gewann er mit einer Abhandlung über „Eisenbetonschalen als Raumträger“ den ersten Preis in einem Wettbewerb der Preußischen Akademie des Bauwesens.
Zum 1. August 1933 übernahm Dischinger als Nachfolger von Hermann Boost den Lehrstuhl für Massivbau an der Technischen Hochschule Berlin und widmete sich fortan primär theoretischen Fragen des Bauwesens. So veröffentlichte er 1937/1939 bahnbrechende Abhandlungen zur Theorie des Kriechens und Schwindens von Beton. Aufgrund einer chronischen Erkrankung wurde Dischinger am 1. April 1951 emeritiert.

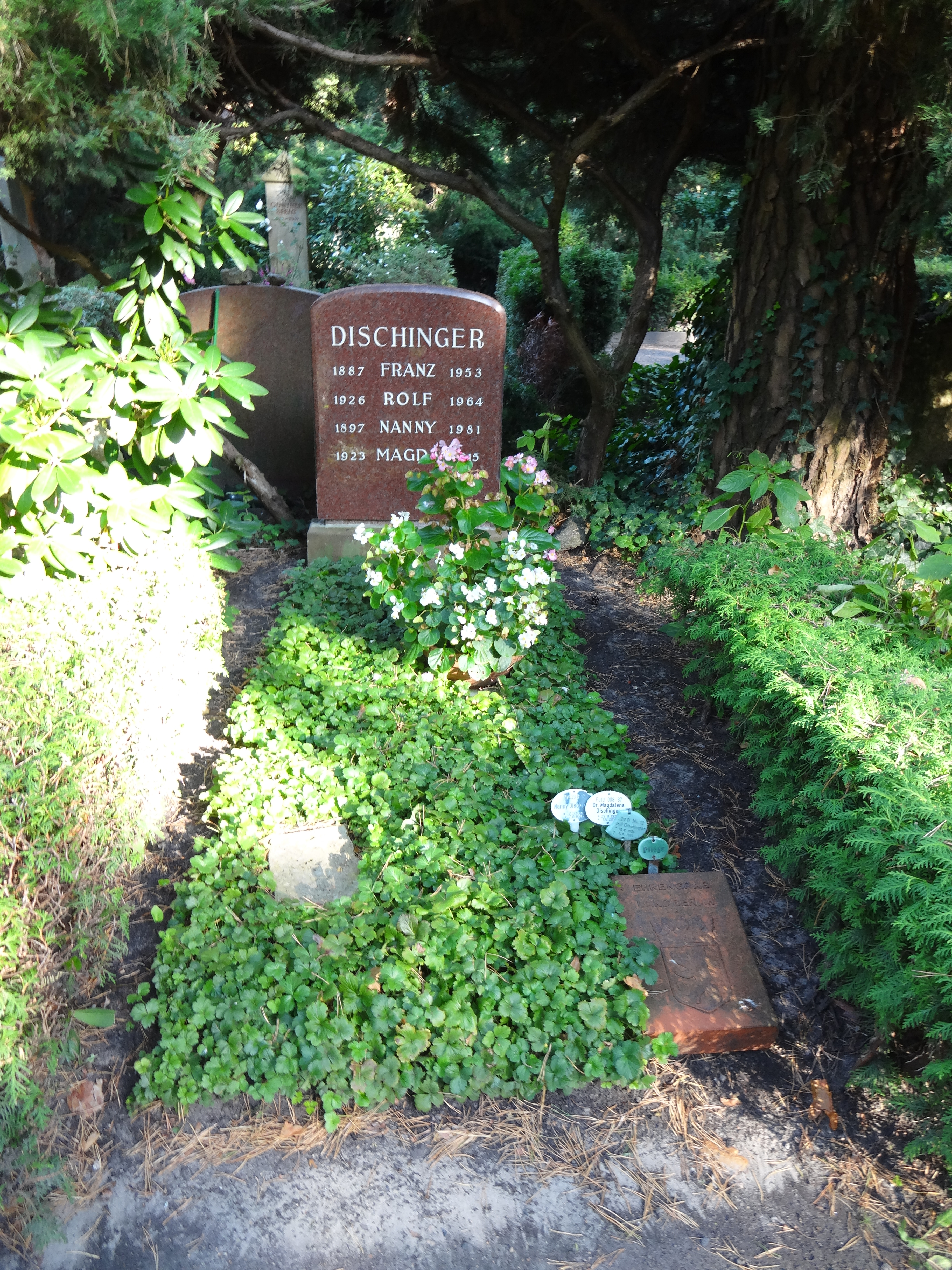
Grabstätte

Sein Grab befindet sich auf dem städtischen Waldfriedhof Dahlem im Berliner Bezirk Steglitz-Zehlendorf. Es war bis 2015 als Ehrengrab der Stadt Berlin gewidmet.

## Ehrungen
- 1940: Emil-Mörsch-Denkmünze des Deutschen Beton-Vereins e. V.
- 1947: Ehrensenator der Technischen Hochschule Darmstadt
- 1948: Ehrendoktorwürde der Technischen Hochschule Karlsruhe
- 1949: Ehrendoktorwürde der RWTH Aachen
- 1951: Ehrensenator der Technischen Universität Berlin
- 1952: Ehrendoktorwürde der İstanbul Teknik Üniversitesi

Zum Gedenken an Franz Dischinger schuf der Vorstand des Deutschen Beton-Vereins e. V. 1953 den Dischinger-Preis für herausragende Absolventen der Technischen Universität Berlin mit Vertiefungsrichtung Stahlbetonbau. 2005 wurde dieser Preis zugunsten eines neu geschaffenen Innovationspreises Bautechnik abgeschafft.
In Berlin-Spandau wurde 1956 die Dischingerbrücke nach ihm benannt.
Ein Porträtkopf in Bronze, 1951 von dem Berliner Bildhauer Erich Fritz Reuter geschaffen, steht im Gebäudekomplex Humboldthain der Technischen Universität Berlin, Gebäude 13b, im Institut für Bauingenieurwesen, Fachgebiet Entwerfen und Konstruieren.

## Werk

### Schriften
- L'élimination des moments de flexion supplémentaires dans l'arc à deux articulations avec tirant. In: Construction et Travaux Publics, Jahrgang 1933, Ausgabe Juni.
- Contribution à la théorie de la demi-dalle et de la paroi portante. In: Construction et Travaux Publics, Jahrgang 1933, Ausgabe November.
- Untersuchungen über die Knicksicherheit, die elastische Verformung und das Kriechen des Betons bei Bogenbrücken. In: Der Bauingenieur, 18. Jahrgang 1937
- Elastische und plastische Verformungen der Eisenbetontragwerke und insbesondere der Bogenbrücken. In: Der Bauingenieur, 20. Jahrgang 1939
- Hängebrücken für schwerste Verkehrslasten. In: Der Bauingenieur, Jahrgang 1949, Nr. 24 (März und April)

### Bauten

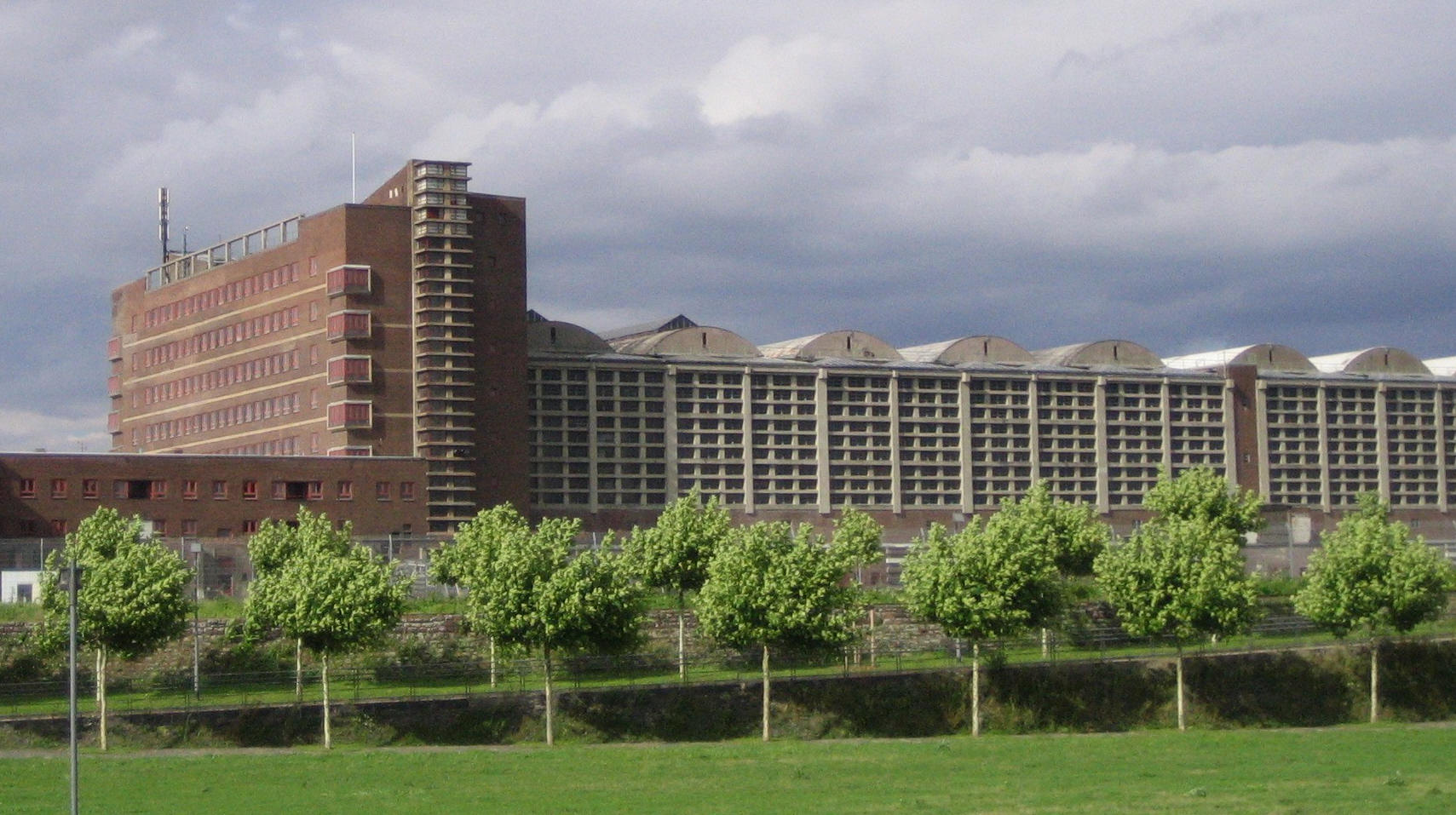
Großmarkthalle Frankfurt am Main

- 1924–1926: Zeiss-Planetarium in Jena
- 1926–1928: Großmarkthalle Frankfurt am Main
- 1927–1928: Saalebrücke Alsleben
- 1927–1928: Kuppel der Elektrizitätswerke Frankfurt am Main
- 1927–1929: Großmarkthalle Leipzig
- 1928–1929: Markthalle Basel
- 1932–1934: Moselbrücke in Koblenz
- 1936–1937: Bahnhofsbrücke in Aue (Sachsen)
- 1939–1940: Fabrikgebäude für den Carl-Zeiss-Feinapparaten-Bau in Teplitz[4]

Anders als nahezu durchweg behauptet, wurde die Schrägseilkonstruktion der Strömsundsbron (1953–1956) nicht von Dischinger entworfen. Er hatte zwar mit dem bauausführenden Unternehmen Demag zuvor zahlreiche ähnliche Projekte entwickelt, war aber zu diesem Zeitpunkt bereits verstorben.